# كبتة
كبتة قرية سورية تتبع ناحية أرمناز في منطقة حارم في محافظة إدلب. بلغ عدد سكانها 1,229 نسمة في عام 2004 حسب إحصاء المكتب المركزي للإحصاء.
تقع إلى الشمال الغربي من مدينة إدلب وتبعد عنها 18 كم وعن مدينة أرمناز 7 كم. تمتاز بتضاريسها الوعرة والسهلية. تتربع على السفح الشرقي لسلسلة الجبل الوسطاني ضمن سهل الروج المعروف بخصوبة أراضيه. تمتاز طبيعتها الخلابة وهوائها العليل. تعود جذورها إلى العهد الروماني والبيزنطي ويتبين هذا من خلال القبور والنقوش الموجودة في القرية ويحتوي الجبل كذلك على عدد كبير من الكهوف التي تتزين جدرانها بالنقوش كان لها دور كبير في محاربة الاحتلال الفرنسي ودعم ثورة إبراهيم هنانو وكانت من أوائل القرى التي بدأت فيها المظاهرات السلمية في الثورة السورية ضد بشار الأسد وقدمت عددا من الشهداء. تتميز القرية بزراعة الزيتون والقمح والقطن وقد تم تنفيذ مشروع لري الأراضي الزراعية كان له دور كبير في تطور الزراعة. يوجد في القرية مدرسة ابتدائية وإعدادية. يعمل أغلب أهلها بالزراعة والتجارة.